# Ophion parvulus
Ophion parvulus là một loài tò vò trong họ Ichneumonidae.